# Детско-юношеская спортивная школа № 17 (Нижний Новгород)
Детско-юношеская спортивная школа (СДЮСШОР) № 17 в Нижнем Новгороде специализируется по шашкам. Открыта 1 июня 1992 года, в 1993 году школе присвоен статус специализированной олимпийского резерва. СДЮСШОР во главе змс СССР, гроссмейстер СССР А. Ф. Лазаренко объединила лучших шашечных тренеров Нижнего Новгорода. На 2012 год работают 12 тренеров-преподавателей, в том числе 7 тренеров-преподавателей высшей категории. Спортивные звания сотрудников школы — 4 гроссмейстера (среди них Фёдоров, Максим Владимирович), 5 мастеров спорта.
С сентября 2000 года располагается по ул. Республиканской, 31.
За 20 лет работы СДЮСШОР воспитаны: 1 гроссмейстер, 17 мастеров спорта, 160 кандидатов в мастера. Чемпионами мира становились (все — в русские шашки):
- 1993 год, среди женщин стала Наталья Лебедева.
- 1994 год, среди кадетов Дарья Кириллова.
- 2010 год, среди молодёжи Сергей Буров.
- 2011 год, среди юниоров Роман Воинов.
- 2011 год, среди женщин стала Наталья Фёдорова.